# Groß Karwinden
Groß Karwinden (bis 1906: Karwinden) war ein Ort im Kreis Preußisch Eylau in Ostpreußen. Seine Ortsstelle befindet sich heute im Munizipalkreis Rajon Bagrationowsk (Stadtkreis Preußisch Eylau) in der russischen Oblast Kaliningrad (Gebiet Königsberg (Preußen)).

## Geographische Lage
Die Ortsstelle Groß Karwindens liegt im südlichen Westen der Oblast Kaliningrad, 18 Kilometer nördlich der einstigen Kreis- und heutigen Rajonshauptstadt Preußisch Eylau (russisch Bagrationowsk).

## Geschichte
Der seinerzeit Curwingen genannte Gutsort wurde 1402 erstmals urkundlich erwähnt. Nach 1427 hieß der Ort Carwinden, nach 1820 Karwinden, und ab 1906 Groß Karwinden.
Im Jahre 1874 wurde Karwinden als Gutsbezirk in den neu errichteten Amtsbezirk Jesau (russisch Juschny) im ostpreußischen Kreis Preußisch Eylau eingegliedert. Am 16. Oktober 1906 erfolgte die Umbenennung Karwindens in „Groß Karwinden“. 86 Einwohner zählte der Gutsbezirk Groß Karwinden im Jahre 1910.
Am 30. September 1928 wurde Groß Karwinden in die benachbarte Landgemeinde Groß Lauth (sie hieß bis 1934 noch Lawdt, russisch Newskoje) im Amtsbezirk Schrombehnen (russisch Moskowskoje) eingegliedert. Sie gehörte zum Amtsbezirk Groß Lauth, der 1930 in „Amtsbezirk Schrombehnen“ umbenannt wurde.
1945 kam Groß Karwinden in Kriegsfolge mit dem gesamten nördlichen Ostpreußen zur Sowjetunion. Dabei verliert sich die Spur des Gutsortes. Er wurde wohl nicht mehr regulär besiedelt, es fehlt eine russische Namensgebung und auch die Zuordnung zu einem Dorfsowjet. Vielleicht ist der Ort in einem der Nachbarorte aufgegangen. Offiziell ist er untergegangen. Seine kaum noch erkennbare Ortsstelle gehört heute zum Rajon Bagrationowsk (Stadtkreis Preußisch Eylau) in der russischen Oblast Kaliningrad (Gebiet Königsberg (Preußen)).

## Religion
Bis 1945 war Groß Karwinden in das Kirchspiel der evangelischen Kirche Jesau (russisch: Juschny) eingepfarrt. Es gehörte zur Kirchenprovinz Ostpreußen der Kirche der Altpreußischen Union.

## Verkehr
Die kaum noch wahrnehmbare Ortsstelle von Groß Karwinden ist von Newskoje (Groß Lauth) aus auf Landwegen zu erreichen.